# Хосе Марія Магурегі
Хосе Марія Магурегі (ісп. José María Maguregi, 16 березня 1934, Угао-Мірабальєс — 30 грудня 2013, Більбао) — іспанський футболіст, що грав на позиції півзахисника. По завершенні ігрової кар'єри — тренер.
Виступав, зокрема, за «Атлетік Більбао», з яким став чемпіоном Іспанії та триразовим володарем Кубка Іспанії, а також національну збірну Іспанії. Як тренер за свою кар'єру провів 414 ігор у Прімері і прославився тим, що став одним із творців «тактики автобуса», при якій використовується велика кількість оборонних оборонних гравців навколо власних воріт.

## Клубна кар'єра
Вихованець клубу «Вільйоса», з якого 1951 року потрапив до головної команди регіону, клубу «Атлетік Більбао». У 1952 році відправився в оренду в нижчоліговий клуб «Аренас» (Гечо), щоб отримати ігрову практику.
Потім Магурегі повернувся в «Атлетік», де виступав до 1961 року. Відіграв за клуб з Більбао наступні дев'ять сезонів своєї ігрової кар'єри. Більшість часу, проведеного у складі «Атлетика», був основним гравцем команди, зігравши в цілому 234 гри за клуб (197 у Ла Лізі, 5 у Кубку європейських чемпіонів та 32 у Кубку Іспанії). За цей час виборов титул чемпіона Іспанії і три кубка Іспанії, утворивши разом з Маурі одну з найкращих середніх ліній «Атлетіка».
Згодом з 1961 по 1964 рік грав у складі інших команд іспанської Прімери «Севілья» та «Еспаньйол», а завершив ігрову кар'єру у команді Сегунди «Рекреатіво», за яку виступав протягом сезону 1964/65 років.

## Виступи за збірну
9 червня 1955 року дебютував в офіційних матчах у складі національної збірної Іспанії в товариській грі проти Швейцарії (3:0), забивши свій єдиний гол за збірну
Загалом протягом кар'єри у національній команді, яка тривала 3 роки, провів у її формі 7 матчів, забивши 1 гол.

## Кар'єра тренера
У 1967 році Магурегі розпочав кар'єру тренера, очоливши аматорську команду «Мірабальєс» з рідного міста. Два роки по тому, в 1969 році, він почав свою кар'єру в професійному футболі, очоливши тренерський штаб клубу «Сестао Спорт», де провів три сезони у Терсері.
1972 року став головним тренером команди «Расінга» (Сантандер), тренував клуб із Сантандера п'ять років і двічі (1971 і 1973 року) виходив з нею до вищого дивізіону. Після цього протягом сезону 1977/78 років очолював тренерський штаб клубу «Сельта Віго», з яким знову досяг успіху і втретє у своїй кар'єрі вийшов до першого дивізіону.
У 1978 році він приєднався до «Альмерії», з якою досяг четвертого підвищення до першого дивізіону у своїй кар'єрі. Там у наступному сезоні 1979/80 врятував клуб від вильоту з еліти. Після цього 1980 року прийняв пропозицію попрацювати у іншому клубі вищого дивізіону «Еспаньйолі».. Залишив барселонський клуб 1983 року.
У сезоні 1983/84 він повернувся в Сантандер, щоб знову очолити «Расінг». У свій перший рік він вивів команду до Прімери, де залишався з командою протягом наступних трьох сезонів, поки команда не вилетіла до Сегунди 1987 року. В цілому і за два періоди роботи з сантандерському клубі він провів дев'ять сезонів на лавці команди, що робить його тренером, який очолював «Расінг» у найбільшій кількості ігор серед усіх тренерів в історії клубу.
У сезоні 1987/88 Магурегі знову тренував «Сельту», посівши з нею 7 місце в Прімері, після чого очолив столичне «Атлетіко». Втім вже у жовтні Хосе Марія був звільнений після сенсаційного вильоту в першому ж раунді Кубка УЄФА 1988/89 від скромного «Гронінгена» (0:1, 2:1). В результаті сезон Магурегі закінчував з клубом «Реал Мурсія», який не зумів врятувати від вильоту з Прімери.
В кінці сезону 1989/90 років Магурегі втретє за кар'єру очолив «Сельту», але за останні 10 турів не зміг врятувати команду від вильоту до Сегунди, провівши там з командою ще пів року.
Останнім місцем тренерської роботи був аматорський клуб «Полідепортіво Альмерія», головним тренером команди якого Хосе Марія Магурегі був протягом 1992–1993 років.
Помер 30 грудня 2013 року на 80-му році життя у місті Більбао.

## Титули і досягнення
- Чемпіон Іспанії (1):

«Атлетік Більбао»: 1955/56
- Володар Кубка Іспанії (3):

«Атлетік Більбао»:1955, 1956, 1958
- Чемпіон Європи (U-18): 1952